# Jan Akkerman
Jan Akkerman (ur. 24 grudnia 1946) – holenderski gitarzysta zaliczany do grona wirtuozów gitary elektrycznej, akustycznej i klasycznej. Akkerman w czasie swej długiej kariery w grupie Focus oraz muzyka solowego grał z wielkim powodzeniem progresywnego rocka, jazz-rock, jazz i muzykę średniowieczną.

## Dyskografia
- 1973 Guitar for Sale
- 1973 Profile
- 1974 Tabernakel
- 1976 Eli (razem z Kazem Luxem)
- 1978 Aranjuez
- 1978 Jan Akkerman
- 1979 Live
- 1979 Talent for Sale
- 1980 3
- 1980 Transparental
- 1981 Oil in the Family
- 1981 Collage
- 1983 Can't Stand Noise
- 1984 From the Basement
- 1985 It Could Happen to You
- 1985 Focus Vertigo
- 1987 Heartware
- 1987 Pleasure Point
- 1988 Heartware
- 1989 The Complete Guitarist
- 1990 The Noise of Art
- 1993 Puccini's Cafe
- 1994 Blues Hearts
- 1996 Focus in Time
- 1996 The Guitar Player
- 1998 Live at the Priory

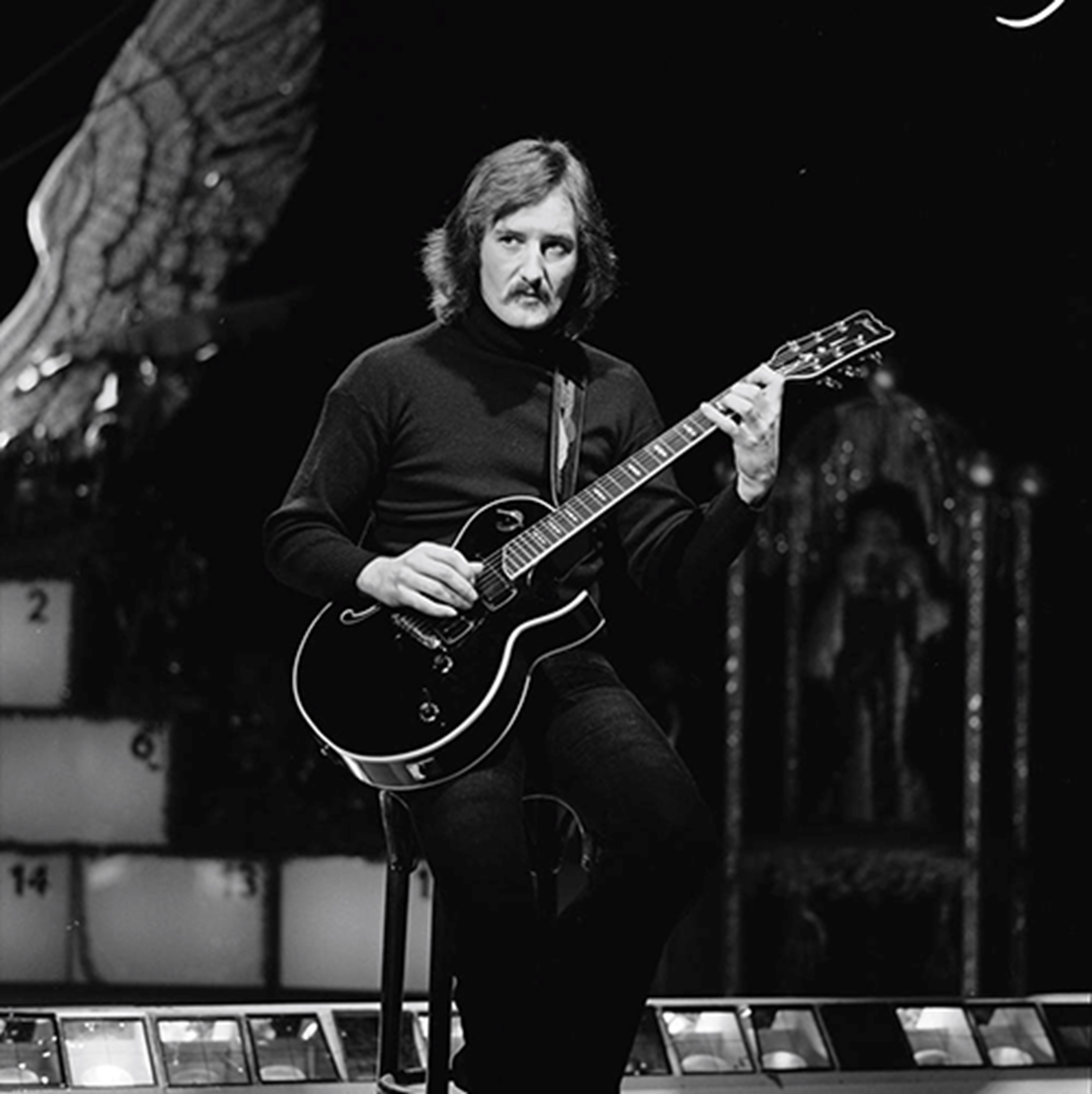
Jan Akkerman (1974)

- 1999 10,000 Clowns on a Rainy Day [live]
- 1999 Passion
- 1999 Live at Alexander's

## Nagrody, pozycje na listach przebojów i rekordy
| Rok  | Album        | Lista       | Pozycja |
| ---- | ------------ | ----------- | ------- |
| 1973 | Profile      | Pop Albums  | 192     |
| 1974 | Tabernakel   | Pop Albums  | 195     |
| 1978 | Jan Akkerman | Pop Albums  | 198     |
| 1979 | Live         | Jazz Albums | 46      |

## Literatura
- Brigitte Tast, Hans-Jürgen Tast „be bop - Die Wilhelmshöhe rockt. Disco und Konzerte in der Hölle" Verlag Gebrüder Gerstenberg GmbH & Co. KG, Hildesheim, ISBN 978-3-8067-8589-0.